# 川副武胤
川副武胤（かわぞえ たけたね、1922年4月15日 - 1993年6月29日）は、日本の日本史学者。山形大学名誉教授。

## 生涯
日本史学者・川副博の子として東京に生まれる。第三高等学校卒、1951年東京大学文学部国史学科卒。同大学院、1954年鎌倉市史編纂員、1960年正倉院事務所技官、1967年山形大学人文学部講師、1968年助教授、1974年教授。1985年定年退官、名誉教授、就実女子大学教授、就実学園理事。
1969年「古事記の研究」で名古屋大学文学博士。

## 著書
- 『鎌倉の廃寺 禅宗の部』 鎌倉市教育委員会ほか、1960 鎌倉国宝館論集
- 『古事記』 至文堂 日本歴史新書、1966
- 『古事記の研究』 至文堂、1967
- 『日本神話』 読売新聞社、1971
- 『古事記及び日本書紀の研究』 風間書房、1976
- 『古事記の世界』 教育社歴史新書 日本史、1978
- 『日本神話の発見 古代史を作った神々』 読売新聞社、1979
- 『日本古代王朝の思想と文化』 吉川弘文館、1980
- 『日本古典の研究』 吉川弘文館、1983
- 『古事記考証』 至文堂、1993

### 共著
- 『大和古寺巡礼』青山茂・平岡定海共著、社会思想社 現代教養文庫、1962
- 『鎌倉 その風土と歴史探訪』川副博共著、読売新聞社、1975
- 『鎌倉廃寺事典』貫達人共著、有隣堂、1980

### 訳・校注
- 『日本書紀』上・下、井上光貞監修、中央公論社、1987。笹山晴生・佐伯有清共編訳
  - 現代語訳 -『日本書紀』 中央公論社「日本の名著」、1971。前半を担当
  - 新編 中公クラシックス 全3巻、2002。中公文庫 上・下（解説大津透、電子書籍も刊）、2020
- 『神道大系 神社編 28　出羽国』新野直吉共校注、神道大系編纂会、1990

## 参考
- 「川副武胤先生の還暦を記念して」山極潔「山形大学史学論集」1983-02-25
- 読売新聞訃報